# Улица (Брянская область)
У́лица — деревня в Суземском районе Брянской области. Входит в состав Суземского городского поселения.

## География
Деревня находится в юго-восточной части Брянской области, на расстоянии примерно 9 км (по прямой) к юго-западу от посёлка Суземка, административного центра района.

### Часовой пояс
Деревня Улица, как и вся Брянская область, находится в часовой зоне МСК (московское время). Смещение применяемого времени относительно UTC составляет +3:00.

## История
Основана в XVIII веке. Название дано по местной речке.  В 1866 году в деревне Буда-Улица Трубчевского уезда Орловской губернии насчитывалось 46 дворов, проживало 337 человек. На карте 1941 года был отмечена как деревня со 109 дворами. В 1979 году присоединена деревня Козиловка.

## Население
| 2010 | 2013 |
| ---- | ---- |
| 20   | ↘19  |

### Национальный состав
Согласно результатам переписи 2002 года, в национальной структуре населения русские составляли 92 % из 24 чел.